# Krzewoszczurek
Krzewoszczurek (Grammomys) – rodzaj ssaków z podrodziny myszy (Murinae) w obrębie rodziny myszowatych (Muridae).

## Rozmieszczenie geograficzne
Rodzaj obejmuje gatunki występujące w Afryce.

## Morfologia
Długość ciała (bez ogona) 86–136 mm, długość ogona 129–220 mm, długość ucha 14–23 mm, długość tylnej stopy 19–28 mm; masa ciała 18–60 g.

## Systematyka
Rodzaj zdefiniował w 1915 roku angielski zoolog Oldfield Thomas w artykule zatytułowanym Nowe afrykańskie gryzonie i owady, w większości zebrane przez dr C. Christy’ego dla Congo Museum Konga, opublikowanym w czasopiśmie „The Annals and magazine of natural history”. Na gatunek typowy Thomas wyznaczył (oryginalne oznaczenie) krzewoszczurka długoogonowego (G. dolichurus).

### Etymologia
Grammomys: gr. γραμμα gramma, γραμματος grammatos ‘linia, litera’, od γραφω graphō ‘pisać’; μυς mus, μυος muos ‘mysz’.

### Podział systematyczny
Zaliczane do tego rodzaju taksony poensis i kuru zostały przeniesione na podstawie analizy filogenetycznej z 2021 roku do rodzaju Thamnomys. W takim ujęciu do rodzaju należą następujące gatunki:
| Grafika | Gatunek              | Autor i rok opisu             | Nazwa zwyczajowa                   | Podgatunki         | Rozmieszczenie geograficzne | Podstawowe wymiary                               | Status IUCN |
| ------- | -------------------- | ----------------------------- | ---------------------------------- | ------------------ | --- | ------------------------------------------------ | ----------- |
|         | Grammomys cometes    | (O. Thomas & Wroughton, 1908) | krzewoszczurek mozambicki          | gatunek monotypowy | Afryka Wschodnia tylko na południe od rzeki Zambezi, od Mozambiku do Prowincji Przylądkowej Wschodniej (Południowa Afryka) | DC: 11,2–12,4 cm DO: 14,2–19,4 cm MC: około 52 g | LC          |
|         | Grammomys dolichurus | (Smuts, 1832)                 | krzewoszczurek długoogonowy        | gatunek monotypowy | wschodnia część Południowej Afryki, od prowincji Limpopo wzdłuż wybrzeża przez KwaZulu-Natal i Prowincję Przylądkową Wschodnią do Gqeberhy i Eswatini; być może w południowym Mozambiku i Zimbabwe | DC: 9–13,6 cm DO: 12,9–18,5 cm MC: 20–54 g       | LC          |
|         | Grammomys polionops  | (Osgood, 1910)                | krzewoszczurek etiopski            | gatunek monotypowy | góry Eastern Arc (np. Udzungwa i kilka innych wzgórz), Rów Gregory’ego w północnej Tanzanii i południowej Kenii, a także południowa część Wielkich Rowów Afrykańskich w Etiopii | DC: 9–13,6 cm DO: 12,9–18,5 cm MC: 20–54 g       | NE          |
|         | Grammomys surdaster  | (O. Thomas & Wroughton, 1908) | krzewoszczurek szarogłowy          | gatunek monotypowy | szeroko rozpowszechniony od południowo-zachodniej Demokratycznej Republiki Konga (Kikwit) i zbocza Angoli, przez Zambię do gór Wielkiego Rowu Zachodniego, gór Eastern Arch i gór Wielkiego Rowu Południowego; być może izolowane populacje występują na południe od rzeki Zambezi lub na granicy Mozambiku i Zimbabwe oraz w lasach przybrzeżnych w Kenii i Somalii | DC: 9–13,6 cm DO: 12,9–18,5 cm MC: 20–54 g       | NE          |
|         | Grammomys dryas      | (O. Thomas, 1907)             | krzewoszczurek ruwenzorski         | gatunek monotypowy | góry Wielkiego Rowu Zachodniego (wschodnia Demokratyczna Republika Konga, Uganda i Burundi; być może Rwanda); zakres wysokości: powyżej 1000 m n.p.m. | DC: 10–13 cm DO: 14,2–17,7 MC: 30–59 g           | LC          |
|         | Grammomys ibeanus    | (Osgood, 1910)                | krzewoszczurek wschodnioafrykański | gatunek monotypowy | Wielkie Rowy Afrykańskie i góry Eastern Arc (południowy Sudan Południowy, wschodnia Uganda, Kenia, Tanzania, Malawi i Mozambik); zakres wysokości: 1900–3600 m n.p.m. | DC: 11,2–13 cm DO: 12,9–22 cm MC: 27–60 g        | LC          |
|         | Grammomys macmillani | (Wroughton, 1907)             | krzewoszczurek bagienny            | gatunek monotypowy | sawanny od Senegalu na wschód do Sudanu Południowego i skrajnie południowej Etiopii, na południe do Kenii i Tanzanii; być może dalej na południe | DC: 9,8–11 cm DO: 14,9–18,6 cm MC: 31–60 g       | LC          |

Kategorie IUCN:  LC  – gatunek najmniejszej troski;  NE  – gatunki niepoddane jeszcze ocenie.